# Don, Trento
Don är en ort och frazione i kommunen Amblar-Don i provinsen Trento i regionen Trentino-Sydtyrolen i Italien. 
Don upphörde som kommun den 1 januari 2016 och bildade med den tidigare kommunen Amblar den nya kommunen Amblar-Don. Den tidigare kommunen hade 274 invånare (2015).